# حزام الميع
حزام فالح حزام الميع العازمي ، مواليد منطقة الشعيبة دولة الكويت (1928 - 1994) نائب سابق في مجلس الأمة الكويتي.

## سيرة برلمانية
شارك في انتخابات مجلس الأمة الكويتي 1963 في الدائرة العاشرة وحصل على المركز الخامس برصيد 583 صوت وفاز بالانتخابات ، وشارك في انتخابات مجلس الأمة الكويتي 1967 في الدائرة العاشرة وحصل على المركز الثاني برصيد 766 صوت وفاز بالانتخابات ، وشارك في انتخابات مجلس الأمة الكويتي 1971 في الدائرة العاشرة وحصل على المركز السابع برصيد 803 أصوات وخسر بالانتخابات ، وشارك في انتخابات مجلس الأمة الكويتي 1975 في الدائرة العاشرة وحصل على المركز الثامن برصيد 1133 صوت وخسر بالانتخابات ، وشارك في انتخابات مجلس الأمة الكويتي 1981 في الدائرة الثالثة والعشرون وحصل على المركز الأول برصيد 963 صوت وفاز بالانتخابات 

## الأبناء
- محمد (( متوفي )).
- احمد
- حوبان
- أنور
- مشعل (( متوفي )).
- فواز
- حمد
- باسل
- عبد العزيز